# Champion (película)
Champion (conocida en España como El ídolo de barroy en Hispanoamérica como El triunfador) es una película estadounidense de 1949 basada en el cuento homónimo escrito por Ring Lardner. 
La película, que fue dirigida por Mark Robson y contó con la actuación de Kirk Douglas, Marilyn Maxwell,  Arthur Kennedy, Paul Stewart, Ruth Roman y Lola Albright, fue galardonada con el premio Oscar de 1950 al mejor montaje (Harry W. Gerstad) y con el premio Globo de Oro del mismo año a la mejor fotografía en blanco y negro (Franz Planer).

## Sinopsis
Se narra la historia de Midge Kelly (Kirk Douglas), un futuro boxeador que viaja al Oeste con el sueño de convertirse en profesional. Para ello, el ambicioso Midge será capaz de dejarlo todo y abandonar a amigos y familia para llegar ser un púgil famoso.